# Leccinum roseotinctum
Leccinum roseotinctum är en svampart som beskrevs av Watling 1969. Leccinum roseotinctum ingår i släktet Leccinum och familjen Boletaceae.   Inga underarter finns listade i Catalogue of Life.
Leccinum roseotinctum betraktas i en revision (2005) av släktet Leccinum som ingående i tegelsopp L. versipelle.